# Gran Premio de Argentina de Motociclismo de 1962
El Gran Premio de Argentina de Motociclismo de 1962 fue la undécima y última prueba de la temporada 1962 del Campeonato Mundial de Motociclismo. El Gran Premio se disputó el 14 de octubre de 1962 en el Autódromo Oscar y Juan Gálvez. Por segundo año consecutivo, fue la única carrera del Mundial que tuvo lugar fuera de Europa, y una serie de circunstancias hicieron que hubiera una escasa presencia de pilotos oficiales. En este momento punto del campeonato, solo uno de los títulos en juego aún no había sido otorgado, el de 50cc, y solo los equipos directamente interesados en el asunto, Suzuki y Kreidler, se presentaron en América del Sur con los equipos oficiales. A esto se sumaron los problemas de los costes del viaje al extranjero y la baja rentabilidad de los premios ofrecidos.

## Resultados 500cc
Solo dos europeos habían viajado para participar en la carrera de 500cc. Arthur Wheeler, que vio oportunidades con su anticuada Moto Guzzi, y Bert Schneider, intentando alcanzar el tercer lugar en la Copa del Mundo por Phil Read. Sin embargo, ambos se retiraron. El argentino Benedicto Caldarella (Matchless) ganó por delante de sus compatriotasː los hermanos Juan Carlos y Eduardo Salatino.
| Pos.     | Piloto               | Moto       | Tiempo      | Pts. |
| -------- | -------------------- | ---------- | ----------- | ---- |
| 1        | Benedicto Caldarella | Matchless  | 1h 11:14.6  | 8    |
| 2        | Juan Salatino        | Norton     | + 0.2       | 6    |
| 3        | Eduardo Salatino     | Norton     | +1:09.2     | 4    |
| 4        | Pablo Gamberini      | Matchless  | + 5 giri    | 3    |
| 5        | Amleto Pomesano      | Norton     | + 7 giri    | 2    |
| 6        | Manuel Soler         | Norton     | + 7 Vueltas | 1    |
| Ret      | Bert Schneider       | Norton     | Ret         |      |
| Ret      | Arthur Wheeler       | Moto Guzzi | Ret         |      |
| Ret      | Raúl Villaveiran     | Norton     | Ret         |      |
| Ret      | Horacio Costa        | Matchless  | Ret         |      |
| Ret      | Juan Carlos Perkins  | Norton     | Ret         |      |
| Ret      | Jorge Kissling       | Matchless  | Ret         |      |
| Sources: |                      |            |             |      |

## Resultados 250cc
La falta de los mejores equipos le dio a Arthur Wheeler la oportunidad de ganar el segundo Gran Premio de su larga carrera. También batió un récord: a los 46 años y 70 días, se convirtió en el ganador de GP más veterano. Lo hizo con la obsoleta Moto Guzzi 250 Bialbero, de siete años de antigüedad. Dos segundos y medio por detrás de Wheeler terminó Umberto Masetti, que había emigrado a Chile y Moto Morini le pidió que usara una Moto Morini 250 Bialbero. El tercer lugar fue el piloto local Raúl Kaiser con una NSU Sportmax una vuelta por detrás.
| Pos. | Piloto            | Moto       | Tiempo       | Pts. |
| ---- | ----------------- | ---------- | ------------ | ---- |
| 1    | Arthur Wheeler    | Moto Guzzi | 56'52"800    | 8    |
| 2    | Umberto Masetti   | Morini     | + 2" .4      | 6    |
| 3    | Raúl Kaiser       | NSU        | + 1 vuelta   | 4    |
| 4    | Jorge Ternengo    | Ducati     | + 4 vueltas  | 3    |
| 5    | Carlos Marfetan   | Parilla    | + 5 vueltas  | 2    |
| 6    | Enrique Dietrich  | Aermacchi  | + 12 vueltas | 1    |
| Ret  | Héctor Pochettino | Moto Guzzi | Ret          |      |

## Resultados 125cc
Hugh Anderson aprovechó su visita a Argentina para conseguir el título de 50cc para ganar la carrera de 125. Por detrás, llegaron el piloto local Raúl Kissling y el japonés Mitsuo Itoh.
| Pos. | Piloto            | Moto    | Tiempo      | Pts. |
| ---- | ----------------- | ------- | ----------- | ---- |
| 1    | Hugh Anderson     | Suzuki  | 56'25"200   | 8    |
| 2    | Raúl Kissling     | DKW     | + 1'11"600  | 6    |
| 3    | Mitsuo Itoh       | Suzuki  | + 1 Vuelta  | 4    |
| 4    | Limberg Moreira   | Bultaco | + 3 Vueltas | 3    |
| 5    | Marzillo Chizzini | Bultaco | + 3 Vueltas | 2    |
| 6    | Pedro Rosenthal   | Tohatsu | + 4 Vueltas | 1    |
| Ret  | Jorge Kissling    | Bultaco | Ret         |      |
| Ret  | Héctor Pochettino | Bultaco | Ret         |      |

## Resultados 50cc
El plan del equipo Suzuki era clara: Ernst Degner tenía que anotar un punto más que Hans-Georg Anscheidt. Con eso igualaría en puntos, pero con más victorias. Pero hubo más problemas de los previstos. Hugh Anderson fue con una versión antigua de la Suzuki RM 63, que de hecho fue más rápido que la RM 62. Anderson lideró bien pero Degner no podía superar a Anscheidt por lo que Anderson tuvo órdenes de retroceder y ayudar a Degner para a su rival por lo que el alemán de Suzuki se convertía en el primer campeón del Mundo de 50cc de la historia.
| Pos. | Piloto               | Moto     | Tiempo | Pts. |
| ---- | -------------------- | -------- | ------ | ---- |
| 1    | Hugh Anderson        | Suzuki   |        | 8    |
| 2    | Ernst Degner         | Suzuki   |        | 6    |
| 3    | Hans-Georg Anscheidt | Kreidler |        | 4    |
| 4    | Mitsuo Itoh          | Suzuki   |        | 3    |
| 5    | Jan Huberts          | Kreidler |        | 2    |
| 6    | Günter Beer          | Kreidler |        | 1    |